# NGC 1423
NGC 1423 je galaksija u zviježđu Eridan.

## Vanjske poveznice
- SEDS: NGC 1423